# Glabrilaria cristata
Glabrilaria cristata är en mossdjursart som först beskrevs av Harmelin 1978.  Glabrilaria cristata ingår i släktet Glabrilaria och familjen Cribrilinidae. Inga underarter finns listade i Catalogue of Life.